# Жёлтая кавказская пчела
Жёлтая долинная кавказская медоносная пчела (Apis mellifera remipes) — подвид медоносной пчелы. 
Другие названия: Армянская жёлтая, жёлтая Долинная, Кубанская широколапа.
К этой группе пчел можно отнести желтых пчёел Грузии, Армении и Азербайджана. Подразделяется на три популяции: армянскую жёлтую (долинные и предгорные районы Армении), долинную жёлтую (низинные районы Грузии и Азербайджана) и северокавзакскую (кубанскую) широколапу (степные районы Краснодарского, Ставропольского краев и Ростовской области России).
Согласно К. А. Горбачеву, Скорикова эти пчелы принадлежат к одной породе, которая происходит от скрещивания серых горных кавказских пчел с персидской жёлтой (Apis meda).